# ريتشارد إي. ليون
ريتشارد إي. ليون (بالإنجليزية: Richard E. Lyon)‏ هو رسام توضيحي أمريكي، ولد في 1913، وتوفي في 2002.